# Vilamacolum
Vilamacolum ist ein Ort und eine Gemeinde (municipi) mit 376 Einwohnern (Stand: 2024) in der Provinz Girona in der Autonomen Region Katalonien. Sie liegt in der Comarca Alt Empordà.

## Lage
Der Ort Vilamacolum liegt nur etwa fünf Kilometer von der nordspanischen Mittelmeerküste entfernt in einer Höhe von nur 5 Metern ü. d. M. Die Stadt Figueres befindet sich etwa 13 Kilometer (Fahrtstrecke) nordwestlich und die Provinzhauptstadt Girona ist 41 Kilometer in südwestlicher Richtung entfernt.

## Bevölkerungsentwicklung
| Jahr      | 1960 | 1970 | 1981 | 1990 | 2000 | 2014 |
| Einwohner | 357  | 315  | 284  | 264  | 281  | 307  |

Im 19. Jahrhundert hatte die Gemeinde sogar zeitweilig über 400 Einwohner. Die Reblauskrise im Weinbau und die Mechanisierung der Landwirtschaft hatten nur wenig Einfluss auf die Einwohnerzahl.

## Wirtschaft
Vor allem die Feldwirtschaft (Getreide, Sonnenblumen etc.) bildet die Erwerbsgrundlage der Einwohner. Seit den 1960er Jahren hat sich der Tourismus in Form der Vermietung von Ferienwohnungen zu einer wichtigen Einnahmequelle entwickelt.

## Geschichte
Die erste Erwähnung des Ortsnamens stammt aus dem Jahr 974; im Hochmittelalter gehörte Vilamacolum zur Grafschaft Empúries, doch auch die Klöster Sant Pere de Rodes und Sant Esteve de Banyoles hatten hier Grundbesitz.

## Sehenswürdigkeiten

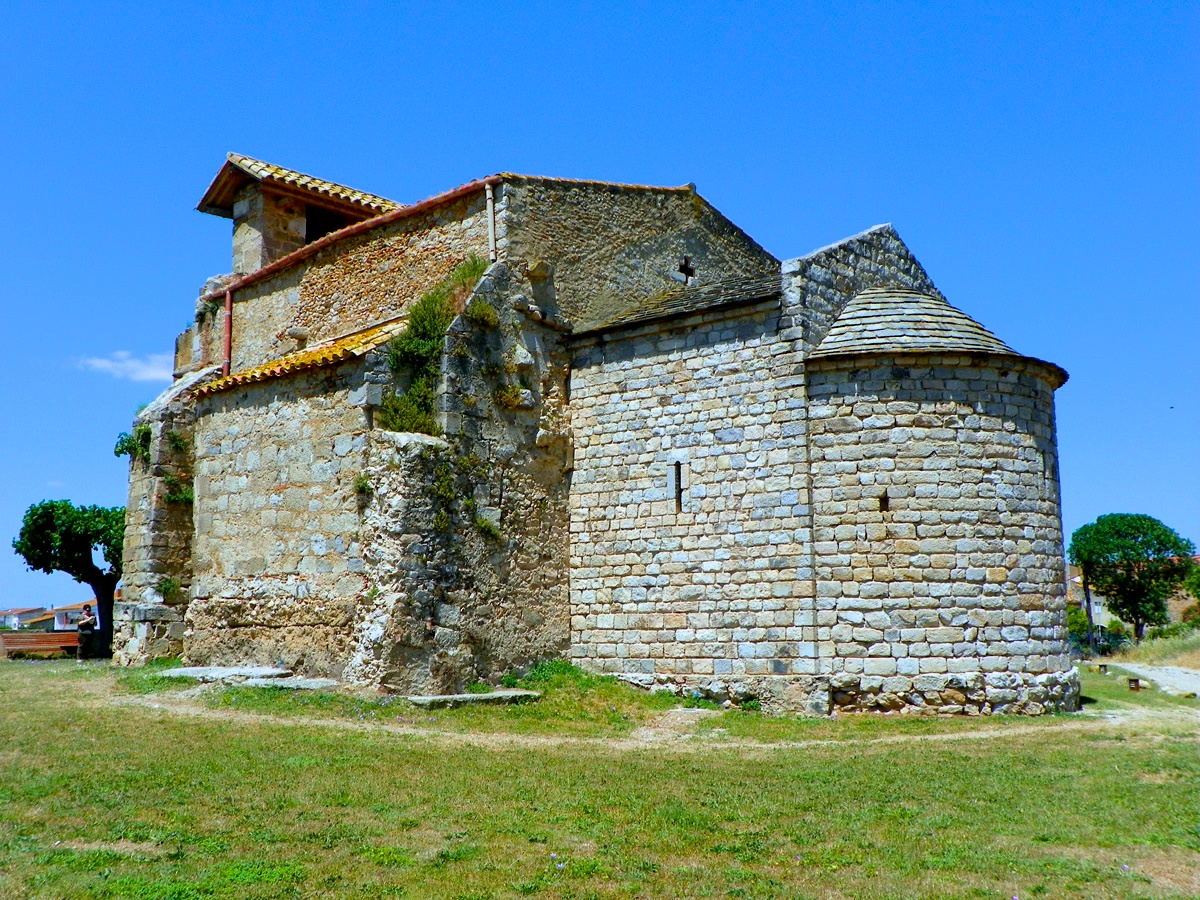
Kirche von Südosten

Die Pfarrkirche Santa Maria steht etwa 150 Meter außerhalb des Dorfkerns und ist ein schmuckloser romanischer Bau des 12. oder frühen 13. Jahrhunderts; Chorjoch und Apsis werden manchmal ins 11. Jahrhundert datiert, doch sind die Steine ziemlich exakt behauen. Beeindruckend ist die blockhaft wirkende Westfassade mit einem ungewöhnlichen, nach oben offenen Glockengiebel (espadanya), der in seiner wehrhaft herben Ausdruckskraft den benachbarten Kirchen von Torroella de Fluvià und Vilamalla gleicht; dem Glockengiebel der Kirche von Vilamacolum wurde bei der letzten Restaurierung jedoch ein schützendes Satteldach aufgesetzt. Die Außenwände des Langhauses wurden im 15. Jahrhundert erhöht und auf der Südseite wurde ein Kapellenanbau hinzugefügt; das Portal der Kirche stammt aus dem 18. Jahrhundert.